# The Kingsmen
The Kingsmen zijn een Amerikaanse garagerockband uit de jaren 1960 uit Portland. Ze zijn vooral bekend om hun opname Louie Louie uit 1963 van r&b-zanger Richard Berry, die zes weken lang op nummer 2 in de Billboard-hitlijsten stond en een blijvende klassieker is geworden.
In totaal brachten The Kingsmen 13 singles van 1963 tot 1968 en vijf opeenvolgende albums van 1963 tot 1966 op de markt. Hun eerste album The Kingsmen in Person bleef 131 weken in de Billboard Top LP-hitlijst staan van januari 1964 tot augustus 1966. Hun vroege albums werden internationaal uitgebracht in Canada, het Verenigd Koninkrijk, Frankrijk, Duitsland, Mexico, Zuid-Afrika en Taiwan.

## Bezetting
- Lynn Easton (zang, saxofoon)
- Gary Abott (drums)
- Don Gallucci (orgel)
- Mike Mitchell (gitaar)
- Norman Sundholm (gitaar, bas)

## Biografie

### De vroege jaren
Lynn Easton en Jack Ely begonnen op jonge leeftijd op te treden in respectievelijk The Journal Juniors en The Young Oregonians, gesponsord door lokale kranten. In 1957 nodigde Easton Jack Ely uit om met hem te spelen tijdens een optreden in het Portland Hotel, met Ely op zang en gitaar en Easton op de drumkit. De twee tieners waren samen opgegroeid, omdat hun ouders goede vrienden waren. Easton en Ely traden op op lokale feesten en evenementen en al snel traden Mike Mitchell op gitaar en Bob Nordby op bas toe om de band af te ronden. Ze noemden zichzelf The Kingsmen en namen de naam aan van een onlangs ontbonden band. De Kingsmen begonnen hun collectieve carrière door te spelen op modeshows, Rode Kruis-evenementen en supermarktpromoties, waarbij ze over het algemeen rocknummers op hun setlist vermeden. In 1962 werd Don Gallucci, destijds eerstejaarsstudent op de middelbare school, gerekruteerd uit de andere lokale band The Royal Notes om keyboards te spelen.

## Carrière metLouie Louie
In 1962, tijdens een optreden in de Pypo Club in Seaside, toen beheerd door Al Dardis, merkte de band op dat de versie van Louie Louie van Rockin' Robin Roberts urenlang op de jukebox werd gespeeld. De hele club zou opstaan en dansen. Ely overtuigde The Kingsmen om het lied te leren, dat ze tijdens dansen speelden voor een groot publiek. Zonder dat hij het wist, veranderde hij het ritme omdat hij het verkeerd hoorde op een jukebox. Presentator Ken Chase van radiostation KISN richtte zijn eigen club op om te profiteren van deze dansgekte. The Kingsmen werd de huisband van de club en Ken Chase werd de manager van de band. Op 5 april 1963 boekte Chase de band voor een sessie van een uur in de plaatselijke Northwestern Inc.-studio voor de volgende dag om een demoband op te nemen voor een optreden op een zomercruiseschip. Om de gehaaste sfeer te vergroten, had de band de avond ervoor net een 90 minuten durende Louie Louie-marathon gespeeld.
Ondanks de ergernis van de band over het feit dat ze zo weinig tijd hadden om zich voor te bereiden, liepen The Kingsmen op 6 april om 10 uur de opnamestudio binnen met drie microfoons. Jamaica Farewell, een gedeeltelijke en een volledige opname van Louie Louie en Haunted Castle werden opgenomen. Voor Louie Louie, het enige vocale nummer, moest Ely achterover leunen en zingen voor een microfoon die aan het plafond hing. Ely zong het begin van het derde couplet twee maten te vroeg, maar besefte zijn fout en wachtte tot de rest van de band het inhaalde. The Kingsmen waren niet trots op de opname en wilden hun fouten herstellen, maar Chase hield van de energie en rauwheid en verzekerde hen dat de demoversie opnieuw gemaakt kon worden voordat een plaat werd uitgebracht.
Met een concurrerende Louie Louie-versie van Paul Revere & the Raiders die veel aandacht kregen bij een concurrerend station, begon Chase de demoversie van The Kingsmen te spelen in zijn show in KISN. Vervolgens tekende hij een contract met Jerden Records van Jerry Dennon om een single uit te brengen. De B-kant was Haunted Castle, gecomponeerd door Ely en de nieuwe toetsenist Don Gallucci. Lynn Easton werd echter vermeld voor zowel de Jerden- als de Wand-publicaties.
Louie Louie bereikte nummer 1 in de Cashbox en de Music Vendor-hitlijsten en nummer 2 in de Billboard Hot 100. Bovendien bereikte het nummer 1 in de CHUM Canada-hitlijst en in het Verenigd Koninkrijk bereikte het nummer 26 in de Record Retailer-hitlijst. Het verkocht meer dan een miljoen exemplaren en werd bekroond met een gouden schijf.
De band trok landelijke aandacht toen Louie Louie werd verboden door gouverneur Matthew E. Welsh van Indiana en trok ook de aandacht van de FBI vanwege vermeende onfatsoenlijke teksten in hun versie van het lied. De teksten waren in feite onschuldig, maar Ely's verbijsterende uitspraak stelde zowel tienerfans als bezorgde ouders in staat zich de meest schandalige obsceniteiten voor te stellen. (Ironisch genoeg miste de FBI Lynn Easton die om 0:54 'Fuck!' riep nadat ze aan een drumfill had gerommeld). Al deze aandacht maakte het nummer alleen maar populairder. In april 1966 werd Louie Louie opnieuw uitgebracht en bereikte opnieuw de hitlijsten, waarbij het nummer 65 bereikte in de Cashbox-hitlijst en nummer 97 in de Billboard Hot 100.
Door de jaren heen is de Kingsmen-versie van Louie Louie door organisaties en publicaties over de hele wereld erkend vanwege zijn invloed op de geschiedenis van de rock-'n-roll. Rangschikkingen en erkenning in belangrijke publicaties en enquêtes worden weergegeven in de onderstaande tabel. De song werd door veel bandjes op het repertoire gezet en was van invloed op The Kinks.
| Bron                                            | Opiniepeiling/enquête                                       | Jaar | Klassering |
| Rock & Roll Hall of Fame                        | Hall of Fame Singles                                        | 2018 | geen       |
| Rock & Roll Hall of Fame                        | Songs That Shaped Rock and Roll                             | 1995 | geen       |
| National Academy of Recording Arts and Sciences | Grammy Hall of Fame                                         | 1999 | geen       |
| National Public Radio                           | The 300 Most Important American Records of the 20th Century | 1999 | geen       |
| Smash Hits, James E. Perone                     | The 100 Songs That Defined America                          | 2016 | geen       |
| The Wire Magazine                               | The 100 Most Important Records Ever Made                    | 1992 | geen       |
| Mojo Magazine                                   | Ultimate Jukebox: The 100 Singles You Must Own              | 2003 | #1         |
| The Ultimate Playlist, Robert Webb              | The 100 Greatest Cover Versions                             | 2012 | #1         |
| Paste Magazine                                  | The 50 Best Garage Rock Songs of All Time                   | 2014 | #3         |
| Rolling Stone Magazine                          | 40 Songs That Changed The World                             | 2007 | #5         |
| All Time Top 1000 Albums, Colin Larkin          | The All-Time Top 100 Singles                                | 2000 | #6         |
| VH1                                             | 100 Greatest Songs of Rock and Roll                         | 2000 | #11        |
| The Heart of Rock and Soul, Dave Marsh          | The 1001 Greatest Singles Ever Made                         | 1989 | #11        |
| Rolling Stone Magazine                          | The 100 Best Singles of the Last 25 Years                   | 1989 | #18        |
| Los Angeles Magazine                            | LA's Top 100                                                | 2001 | #19        |
| Rock and Roll, Paul Williams                    | The 100 Best Singles                                        | 1993 | #22        |
| VH1                                             | 100 Greatest Dance Songs                                    | 2000 | #27        |
| Mojo Magazine                                   | 100 Greatest Singles of All Time                            | 1997 | #51        |
| Rolling Stone Magazine                          | The 500 Greatest Songs of All Time                          | 2010 | #54        |
| Rolling Stone Magazine                          | The 500 Greatest Songs of All Time                          | 2004 | #55        |
| NEA and RIAA                                    | Songs of the Century                                        | 1999 | #57        |
| Mojo Magazine                                   | Big Bangs: 100 Records That Changed The World               | 2007 | # 70       |
| Pitchfork Magazine                              | The 200 Best Songs of the 1960s                             | 2006 | #154       |
| Rolling Stone Magazine                          | The 500 Greatest Songs of All Time                          | 2021 | #156       |
| NME Magazine                                    | The 500 Greatest Songs of All Time                          | 2014 | #157       |
| WCBS-FM                                         | Top 1001 Songs of the Century                               | 2005 | #184       |

### Geschiedenis van The Kingsmen
Vóór het succes van Louie Louie bewandelden de leden van The Kingsmen verschillende paden. Easton, wiens moeder de naam van de band had geregistreerd en daarom de eigenaar was, verklaarde dat hij vanaf dat moment van plan was de zanger te worden, waardoor hij Ely dwong om de drums te spelen. Dit bracht Jack Ely en Bob Nordby ertoe de band in 1963 te verlaten en Gary Abbott en Norm Sundholm werden toegevoegd om respectievelijk drums en bas te spelen.
Don Gallucci werd gedwongen te stoppen omdat hij niet oud genoeg was om te toeren en vormde later Don & the Goodtimes, dat veranderde in het kortstondige Touch. Later werd Gallucci platenproducent bij Elektra Records, met als bekendste productie het baanbrekende tweede album Fun House van The Stooges. (Louie Louie werd vaak uitgevoerd bij concerten van The Stooges. Het nummer verschijnt zowel op hun livealbum als op een soloplaat van Iggy Pop).
De twee overgebleven oorspronkelijke Kingsmen Lynn Easton en Mike Mitchell werden vergezeld door Gary Abbott, Barry Curtis en Norm Sundholm om hun eerste album op te nemen en op tournee te gaan als de oorspronkelijke band. Dick Peterson verving kort daarna Gary Abbott. Deze bezetting bleef intact van 1964 tot 1966 en bracht meerdere singles en albums in de hitlijsten met Easton als de belangrijkste zanger.
Na het vertrek van Ely en het aanzienlijke succes van de nieuwe bezetting, ontdekte de band dat hij optrad met een andere band als The Kingsmen. Na juridische stappen werd een schikking bereikt en Easton, Mitchell, Peterson, Curtis en Sundholm vestigden hun rechten op de naam Kingsmen. Zo werd Ely gedwongen om te stoppen met het gebruik van de naam, Easton kon niet langer lip-synchroniseren met Ely's zang en de daaropvolgende publicaties van Louie Louie moesten de tekst 'Lead vocal by Jack Ely' onder de titel hebben. Niet in staat om op te treden met de naam Kingsmen, ging Ely verder met zijn bands The Squires en The Courtmen. Hij ontving ook een gouden plaat voor Louie Louie als onderdeel van de schikking.
Het vervolg van The Kingsmen op Louie Louie uit 1964 was een feestversie van Money (That's What I Want) die nummer 16 bereikte in de Billboard Hot 100 en nummer 17 in Cashbox. Toen kwam Little Latin Lupe Lu die piekte in Billboard op nummer 46 en Cashbox op nummer 49. Daarna was het Death of An Angel op nummer 33 in Cashbox en nummer 42 in Billboard.
Na het starten met hun eigen praalwagen in de Rose Bowl Parade in 1965, keerden The Kingsmen terug naar de Top 10 op nationaal niveau met The Jolly Green Giant die nummer 4 bereikte in Billboard en nummer 8 in Cashbox. Het nieuwe nummer haalde ook nummer 25 in de Billboard r&b-hitlijst en nummer 1 in de RPM Canada-hitlijst. Het vervolgnummer was The Climb op nummer 45 in Cashbox en nummer 65 in Billboard. Annie Fanny werd uitgebracht en bereikte nummer 43 in Cashbox en nummer 47 in Billboard. Vervolgens kwam (You Got) The Gamma Goochee op nummer 98 in Cashbox en nummer 122 in Billboard. De band verscheen ook in de strandfeestfilm How to Stuff a Wild Bikini met het zingen van Give Her Lovin' (uitgebracht als B-kant van Annie Fanny) die samen met hun opname van de titelsong op het soundtrackalbum verscheen.
In 1966 bleven The Kingsmen de hitparades bereiken met Killer Joe, die nummer 77 bereikte in Billboard en nummer 81 in Cashbox. Hun oorspronkelijke opname van Louie Louie werd opnieuw uitgebracht als Louie Louie 64-65-66 en kwam opnieuw in de hitlijsten van Billboard, Cash Box en Record World. Ze brachten ook het promotie-item The Krunch uit, een 'picture-sleeve-clad potato-chip ad jingle 45', hun enige single met fotohoes die zich niet plaatste in de hitlijst.
In 1967 haalden ze voor de laatste keer de hitparade met Bo Diddley Bach die nummer 128 bereikte in de Billboard. Later dat jaar verliet medeoprichter Lynn Easton de groep. Hij werkte voor een reclamebureau en presenteerde de bandstand-type-show this is IT voor het televisiestation KGW uit Portland.
Eind 1968, met de oorspronkelijke band op een opname- en tourneepauze, werkte het managementteam van The Kingsmen samen met de productieorganisatie Kasenetz-Katz en studiomuzikanten om de single Feed Me/Just A 'B' Side uit te brengen bij Earth Records. Een aparte bezetting werd geformeerd met nieuwe leden (inclusief zanger Yank Barry) om gedurende 1968-1969 een tijd te toeren aan de oostkust van de Verenigde Staten, terwijl de hoofdbezetting van de band inactief was.
In 1973 tekende de gereactiveerde band bij Capitol Records en bracht een single uit die niet in de hitlijsten kwam.
Naast Jack Ely's bands en heropnamen voerden verschillende Kingsmen andere soloprojecten uit. Dick Peterson en Barry Curtis als The Other Two brachten in 1966 twee singles uit en Lynn Easton nam in 1976 Jolly Green Giant opnieuw op. Peterson bracht als Dick St. Nicklaus de twee albums Magic (1979) en Sweet and Dandy (1980) en meerdere singles uit.
In 1983 daagde de band K-Tel met succes voor de rechter wegens het uitbrengen van het album Dance Party uit de jaren 1960 in 1982, omdat het een heropname was van Jack Ely uit 1976 van Louie Louie, vermeld als door The Kingsmen en de tekst 'These selections are rerecordings by the original artists' op de achterkant.
Op 9 november 1998 kregen The Kingsmen het eigendom van al hun vroege opnamen die werden uitgebracht bij Wand Records van Gusto Records, waaronder Louie Louie. Ze hadden sinds de jaren 1960 geen royalty's op de nummers ontvangen.
The Kingsmen behoorden tot honderden kunstenaars wiens materiaal werd vernietigd in de Universal brand van 2008.
Mike Mitchell overleed op 16 april 2021 op zijn 77ste verjaardag. Op het moment van zijn overlijden was hij het enige overgebleven lid van de oorspronkelijke bezetting van The Kingsmen die nog steeds met de band optrad.

## Discografie

### Singles
- 1963: Louie Louie / Haunted Castle
- 1964: Money (That's What I Want) / Bent Scepter
- 1964: Little Latin Lupe Lu / David's Mood
- 1964: Death of An Angel / Searching for Love
- 1964: The Jolly Green Giant / Long Green
- 1965: The Climb / The Waiting
- 1965: Annie Fanny / Give Her Lovin'
- 1965: (You Got) The Gamma Goochee / It's Only The Dog
- 1966: Killer Joe Piro|Killer Joe / Little Green Thing
- 1966: The Krunch / The Climb
- 1966: My Wife Can't Cook / Little Sally Tease
- 1966: If I Needed Someone / Grass Is Green
- 1967: Trouble / Daytime Shadows
- 1967: Children's Caretaker / The Wolf of Manhattan
- 1967: Don't Say No / (I Have Found) Another Girl
- 1968: Bo Diddley Bach / Just Before The Break of Day
- 1968: Get Out of My Life Woman / Since You've Been Gone
- 1968: On Love / I Guess I Was Dreamin'
- 1973: You Better Do Right / Today

### Albums
- 1963: The Kingsmen in Person
- 1964: The Kingsmen Volume II
- 1965: The Kingsmen Volume 3
- 1965: The Kingsmen on Campus
- 1966: 15 Great Hits
- 1966: Up and Away
- 1980: A Quarter to Three
- 1980: Ya Ya
- 1980: House Party (Picc-A-Dilly PIC-3346) 1980
- 1992: Louie Louie - Live & Unreleased
- 1994: Since We've Been Gone

### Compilaties
- 1967: The Kingsmen Greatest Hits
- 1972: The Best of the Kingsmen
- 1981: The Kingsmen Greatest Hits
- 1985: The Best of the Kingsmen
- 1985: Rock & Roll – Kingsmen
- 1986: Louie Louie – The Kingsmen
- 198?: The Kingsmen – 12 Greatest
- 1987: The Kingsmen – Louie, Louie
- 1988: The Jolly Green Giant
- 1988: The Kingsmen – Louie Louie
- 1989: The Best of the Kingsmen
- 1991: The Kingsmen – Louie Louie and More Golden Classics
- 1991: The Kingsmen – 20 Greats
- 1992: The World of the Kingsmen/Louie Louie
- 1995: The Best of the Kingsmen
- 1998: The Very Best of the Kingsmen
- 1998: The Kingsmen's Greatest Hits
- 1999: Louie Louie: The Very Best of the Kingsmen
- 2000: The Kingsmen – America’s Premier 60s Garage Band
- 2012: The Kingsmen – Gold